# Colde
金希洙（韓語：김희수，1994年5月10日—），藝名Colde，是韓國創作歌手，於2015年以Offonoff主唱身份出道，也是屬於「Club Eskimo」 Crew，於2018年設立音樂廠牌WAVY(웨이비)及Solo出道。

## 音樂作品

### 迷你專輯
- 2018年9月13日：《Wave》
- 2019年5月31日：《Love Part 1》
- 2021年1月25日：《idealism (이상주의)》

### 單曲
- 2018年3月28日：《Your Dog Loves You》 (Feat. Crush)
- 2018年11月29日：《Poem (시)》
- 2019年9月5日：《Control Me (마음대로)》
- 2022年8月5日：《Myo (Cat)》

### 原聲帶
- 2020年4月10日：《Where Love Begins (사랑은 그곳에서)》（怪咖！文主廚 OST）
- 2020年7月7日：《Treasure (보물)》（便利店新星 OST Part.5 ）[6]
- 2021年8月24日：《It's You》（Blue Birthday OST Part.3 ）

### 韓國音樂著作權協會
| 姓名  | 登記名字      | 登記編號 | 參與歌曲列表 |
| ----- | ------------- | -------- | ------------ |
| Colde | Colde/ 김희수 | 10013583 | [ 7 ]        |

## 影視作品
- 2018年4月20日－2018年5月11日：Mnet 《BREAKERS》[8][9]
- 2019年7月26日－：Naver Now 《Colde Night》（廣播主持）
- 2019年10月5日、10月19日：MBC 《玩什麼好呢》（劉在錫的爵士鼓發表會《헷갈려 (混淆)》）[10]
- 2020年7月10日：KBS 2TV 《柳喜烈的寫生簿》

## 外部連結
- Colde的Instagram帳戶
- Colde的Facebook專頁